# Caparezza
Caparezza, född som Michele Salvemini 9 oktober 1973 i Molfetta, Apulien, Italien, är en italiensk rappare. Han debuterade år 1997 på San Remo-festivalen under smeknamnet "Mikimix".